# یوان چوان
یوان چوان (چینی: 袁泉؛ انگلیسی: Yuan Quan، زادهٔ ۱۶ اکتبر ۱۹۷۷) همچنین با نام یولاندا یوان نیز شناخته می‌شود، بازیگر اهل چین است. او از آکادمی مرکزی تئاتر در رشته دراما فارغ‌التحصیل شد.